# Віклов (гори)
53°05′00″ пн. ш. 6°20′00″ зх. д. / 53.083333333333° пн. ш. 6.3333333333333° зх. д.
Гори Віклов (англ. Wicklow Mountains; ірл. Sléibhte Chill Mhantáin) — гірський хребет на південному сході Ірландії. Від 1991 року тут створено національний парк Віклов.

## Географія
Хребет простягнувся з півночі на південь через 3 графства: від Дубліну через Віклов у Вексфорд. У горах бере початок річка Слейні, там розташована електростанція Тарло Гілл, єдина ГАЕС Ірландії. Гори Віклов пропонують туристам кілька видів відпочинку: рибальство, рафтинг і піші прогулянки пагорбами, чим нерідко користуються у вихідні дні дублінці. Тут також розташовані монастир Глендалох, заснований у VI столітті святим Кевіном, і найвищий водоспад в Ірландії Паверскут. Південна частина хребта в XIX столітті стала сценою золотої лихоманки.

## Вершини
| Місце | Назва          | Висота, метри | Фотографія |
| ----- | -------------- | ------------- | ---------- |
| 1     | Лугнакілла     | 925           |            |
| 2     | Маллакліваун   | 849           |            |
| 3     | Тонледжі       | 817           |            |
| 4     | Клогернаг      | 800           |            |
| 5     | Коррігаслегаун | 794           |            |
| 6     | Слівемаан      | 759           |            |
| 7     | Каменаболог    | 758           |            |
| 8     | Кіппур         | 757           |            |
| 9     | Конавалла      | 734           |            |
| 10    | Джус           | 725           |            |

## Примітка
1. ↑  Wicklow Mountains National Park (англ.). Архів оригіналу за 30 квітня 2010. Процитовано 24 лютого 2011., официальный сайт.